# Pegasus (zoologia)
Pegasus Linnaeus, 1758 è un genere di pesci di mare appartenenti alla famiglia Pegasidae.

## Distribuzione
Provengono dall'oceano Pacifico e dall'est dell'oceano Indiano.

## Descrizione
Presentano un corpo schiacciato sul dorso e non lateralmente, mentre la testa è molto sottile, allungata. Tutto il corpo è coperto da scaglie evidenti e spesse. Le pinne pettorali sono orizzontali e decisamente più ampie delle altre. Non superano i 20 cm.

## Tassonomia
In questo genere sono riconosciute soltanto 3 specie:
- Pegasus lancifer
- Pegasus laternarius
- Pegasus volitans